# Књига утисака
Књига утисака је књига или електронско складиште у којем посетиоци описују утиске о посети одређеног места. То место може бити и физичко (зоолошки врт, ботаничка башта, музеј), али и веб-сајт. Сем коментара, посетилац може оставити и име, адресу, датум, или могућност контакта. Такве књиге су веома честе у супермаркетима.
На интернету, књига утисака обично је систем који посетиоцима омогућава коментарисање садржаја на одређеној интернет страници. У питању су најчешће вести (коментарисање вести), форуми (дискутовање на одређену тему), блогови (коментарисање дешавања које блогер описује) и слично.
Такође, постоје и сајтови посебно намењени претходно наведеном. У скорије време су такође популарни и сајтови о путовањима, према којима путници чешће бирају хотеле са највишим оценама и најпозитивнијим коментарима других посетилаца.
Још један начин начин употребе интернет књига утисака је фидбек (енгл. feedback — повратна веза), која омогућава власницима сајта, локала и сличних места са могућством коментара да исте, у складу са коментарима и предлозима, побољша.